# Psyllobora nana
Psyllobora nana – gatunek chrząszcza z rodziny biedronkowatych i podrodziny Coccinellinae.
Gatunek ten opisany został po raz pierwszy w 1850 roku przez Étienne’a Mulsanta. Jako miejsce typowe wskazano Kubę.
Chrząszcz o ciele owalnym w zarysie, grzbietobrzusznie przypłaszczonym, długości od 2,3 do 2,7 mm. Głowa jest owłosiona. Czułki mają nabrzmiały i nieco spłaszczony człon nasadowy. Ubarwienie tła wierzchu ciała jest jasnożółte. Na przedpleczu znajduje się pięć brązowych plam. Wzór ciemnych plam na pokrywach przypomina ten u P. vigintimaculata, jednak plamy mają mniejszą tendencję do zlewania się, duża plama przedwierzchołkowa leży blisko szwu i jest wolna, a plama wierzchołkowa jest wspólna dla obu pokryw i umieszczona na szwie w ⅔ ich długości.
Owad neotropikalny, rzadko spotykany, znany z Wielkich Antyli oraz należących do Florydy wysp Dry Tortugas.